# Karl Stauffer-Bern

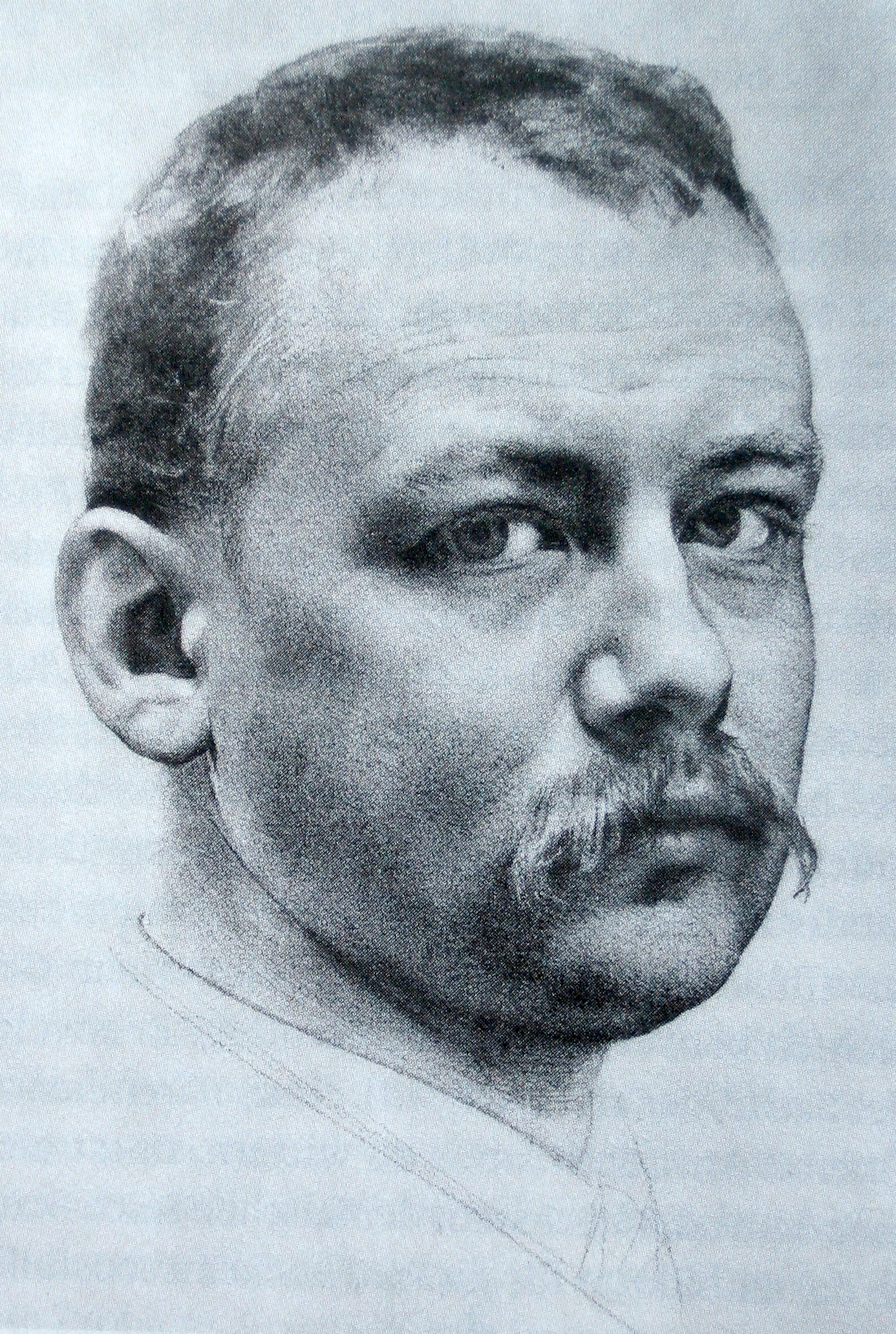
Selbstbildnis

Karl Stauffer, genannt Karl Stauffer-Bern (* 2. September 1857 in Trubschachen; † 24. Januar 1891 in Florenz), war ein Schweizer Maler, Radierer und Bildhauer. Er scheiterte an der Liebesbeziehung zu Lydia Welti-Escher, die mit Friedrich Emil Welti, dem Sohn von Bundesrat Emil Welti verheiratet war. 33-jährig nahm er sich das Leben.

## Leben
Karl Stauffer wurde als Sohn des Hilfspfarrers Eduard Stauffer und der Luise Stauffer-Schärer geboren, einer Schwester des Psychiaters Rudolf Schärer, die als Erzieherin in England tätig gewesen war. Wie viele begabte Kinder langweilte sich Stauffer in der Schule. So kam er mit neun Jahren ins städtische Waisenhaus nach Bern, ein Internat für Pfarrers- und Bürgerkinder vom Land. Stauffer wurde des Gymnasiums verwiesen und wurde nach München in die Lehre zu einem Dekorationsmaler geschickt. Auch dort blieb er nur kurze Zeit und kehrte wieder nach Bern zurück. Bald darauf, von 1876 bis 1880, studierte er mit einem Stipendium an der Akademie der bildenden Künste in München. Seine Lehrer waren die Maler Wilhelm von Diez und Ludwig von Löfftz sowie der Radierer Johann Leonhard Raab. Stauffer schrieb während seiner folgenden Berliner Jahre mehrere Briefe an Raab.

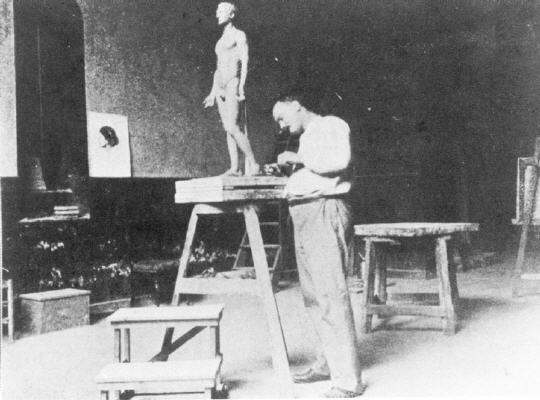
Karl Stauffer-Bern im Atelier der Villa Strohl-Fern, vor 1891

Es folgte eine steile Porträtistenkarriere in Berlin im Atelier von Anton von Werner. Stauffer machte sich in dieser Zeit auch einen Namen als Radierer und Kupferstecher; die Technik entwickelte er mit Unterstützung seines Künstlerfreundes Peter Halm zur Perfektion. Sein Porträt des befreundeten Bildhauers Max Klein, 1881 auf der internationalen Kunstausstellung in Berlin präsentiert, verschaffte dem 24-jährigen Maler die Gunst von Adel und Grossbürgertum. Stauffer eignete sich schon das Fotografieren an, das zu einem unentbehrlichen Hilfsmittel seiner Arbeit wurde – als Ersatz für das lebende Modell. Bis 1886 unterrichtete er auch an der Damenakademie. Als Lehrer unterrichtete er u. a. Käthe Kollwitz, Hedwig Weiß, Dorothea Arnd al Raschid und Clara Siewert.
1886, auf dem Höhepunkt seiner Karriere als Porträtmaler und ‑stecher und im Wissen, dass er nicht wirklich ein grosser Maler war, setzte sich Stauffer, der ein grosser Bewunderer der griechischen Plastik war, in Berlin mit der Bildhauerei auseinander. Im Atelier von Ernst Waegener, einem Schüler von Reinhold Begas, entstanden Stauffers erste plastische Versuche.
Als sein Schulfreund Friedrich Emil Welti und dessen Frau Lydia Welti-Escher eine Sammlung moderner Kunstwerke anlegen wollten, half ihnen Stauffer, für die Sammlung geeignete Gemälde auszuwählen. 1886 erhielt er einen Brief von Henriette Feuerbach, in dem sie ihn darüber informierte, dass die Malerin Marie Röhrs das Gemälde Das Gastmahl des Agathon von Anselm Feuerbach verkaufen wolle. Am 2. Dezember 1886 schrieb Stauffer einen Brief an Röhrs und informierte sie darüber, dass er ihr das Gemälde für einen nicht genannten Freund und seine vorgesehene Kunstsammlung abkaufen wolle. Kurze Zeit später verliebten sich Stauffer und Lydia Welti, was das Unternehmen scheitern liess. Bald darauf gelangte das Gemälde in den Besitz der Galerie des Grossherzogs von Baden, deren Direktor Wilhelm Lübke war.
1887 studierte Stauffer an der Accademia di Belle Arti in Florenz, wo er sich mit Valentin Walter Mettler befreundete. Mit der finanziellen Unterstützung von Lydia Welti-Escher und Friedrich Emil Welti fuhr Stauffer in Begleitung der Eschers 1888 nach Rom, um die Bildhauerei zu erlernen. Dort lernte Stauffer Max Klinger kennen und begann mit der Arbeit am Werk Adorant, das für den Belvoirpark am Wohnsitz Eschers in Zürich bestimmt war. Die Skulptur fand in Adolf von Hildebrand seinen ersten grossen Bewunderer.

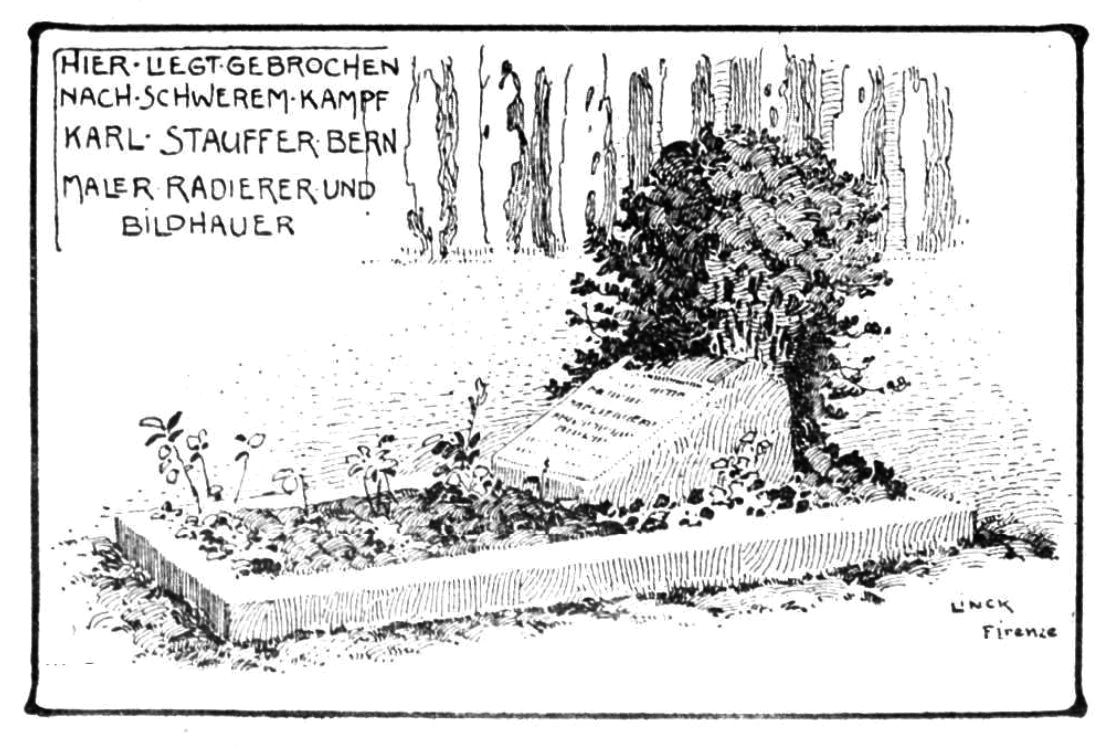
Grab von Karl Staffer auf dem protestantischen Friedhof Cimitero Evangelico degli Allori. Gezeichnet von Ernst Linck, Bern.

Gegen die in Rom begonnene Liebesbeziehung von Escher und Stauffer intervenierten inoffiziell Lydia Eschers Schwiegervater und Bundesrat Emil Welti und sein Gehilfe in Rom, der schweizerische Gesandte Simeon Bavier. Die Folge war, dass Lydia Escher in eine psychiatrische Institution eingewiesen wurde und Karl Stauffer ins Gefängnis kam. Nach seiner Haftentlassung arbeitete Stauffer in Florenz im Atelier von Adolf von Hildebrand am Wettbewerbsentwurf für das Bubenberg-Denkmal in Bern, für das schliesslich Max Leu den Auftrag erhielt.
In Bern unternahm Stauffer im Botanischen Garten einen ersten Suizidversuch. Wenige Monate vor seinem Tod ersuchte er um Aufnahme als Klosterbruder in die süddeutsche Benediktinerabtei Beuron (mit angeschlossener religiöser Kunstschule). 1891 starb er durch Suizid mit einer Überdosis Medikamente, knapp ein Jahr später tötete sich Lydia Escher mit Gas.
Karl Stauffer wurde wie Arnold Böcklin auf dem protestantischen Friedhof Cimitero Evangelico degli Allori bei Florenz beigesetzt.

## Rezeption
Der Dramatiker Herbert Meier verarbeitete die historische Figur des Malers in seinem Theaterstück Stauffer-Bern (Uraufführung 1974).
Die Tondichtung Eine Alpensinfonie von Richard Strauss (Uraufführung 1915) war ursprünglich als musikalisches Porträt Stauffer-Berns konzipiert. Strauss realisierte jedoch nur die musikalische Schilderung der Bergbesteigung des passionierten Alpinisten Stauffer-Bern und verzichtete auf direkte biographische Bezüge.
Zum 150. Geburtstag von Karl Stauffer stellte 2007 das Kunstmuseum Bern seine Werke aus.

## Werke (Auswahl)

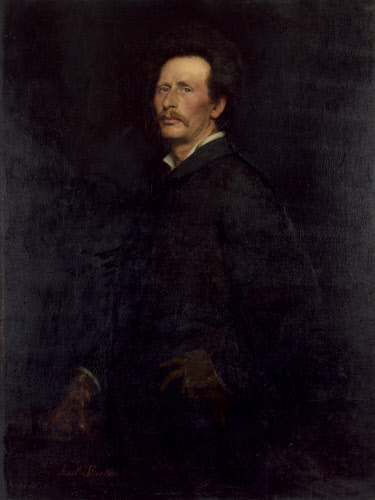
Max Klein, 1881
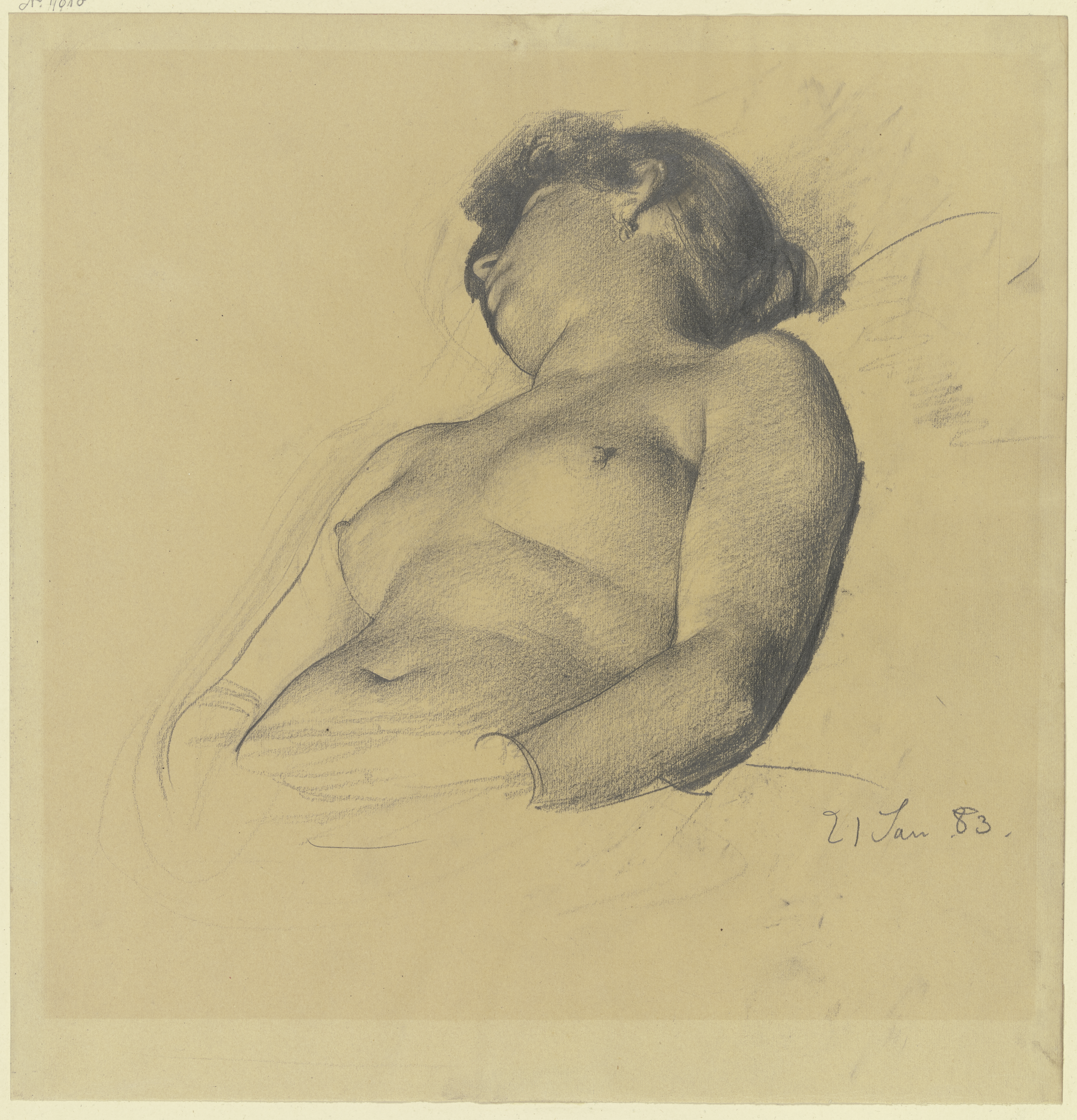
Weiblicher Halbakt einer Schlafenden, 1883
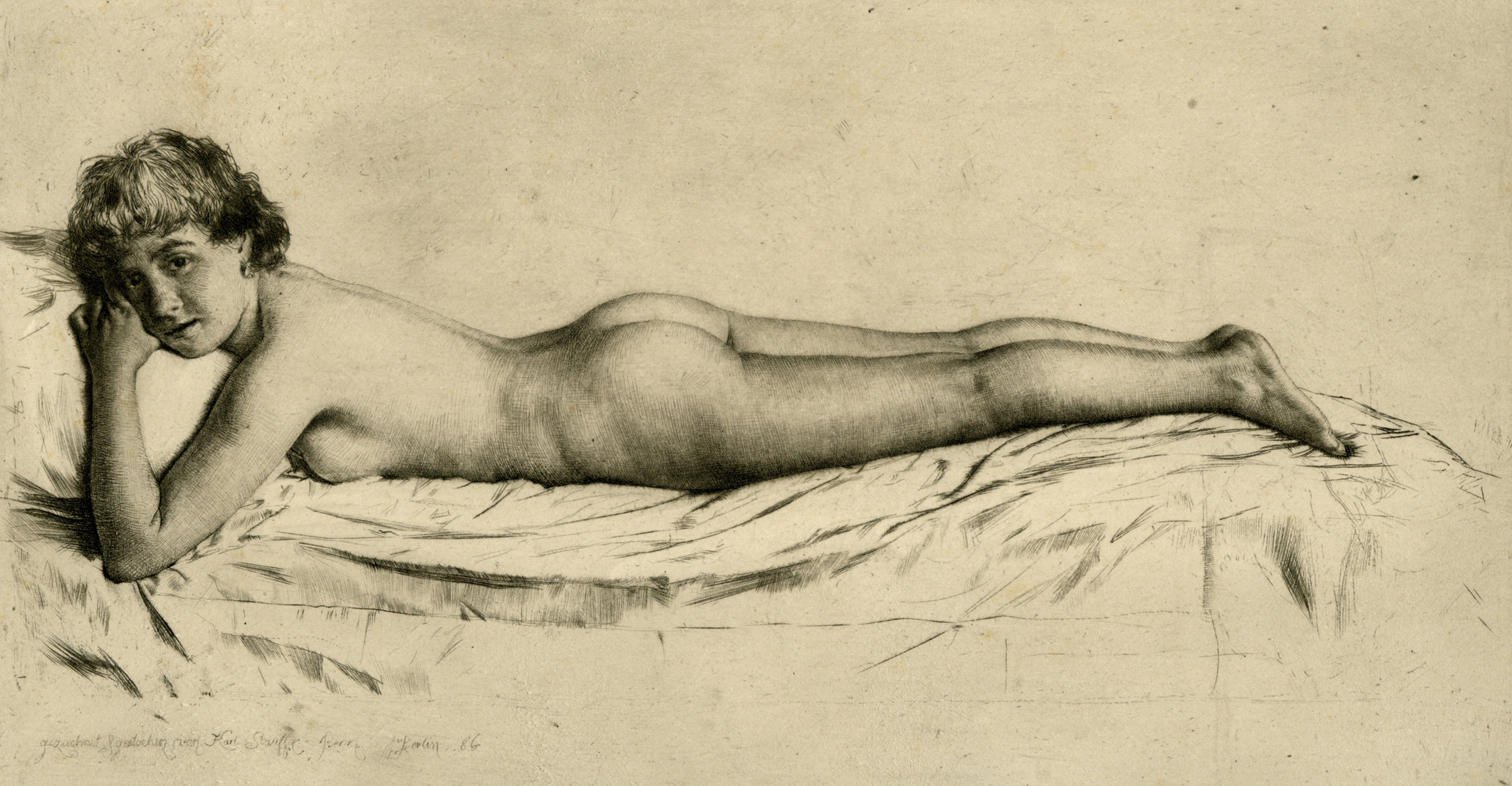
Mädchenakt, 1886
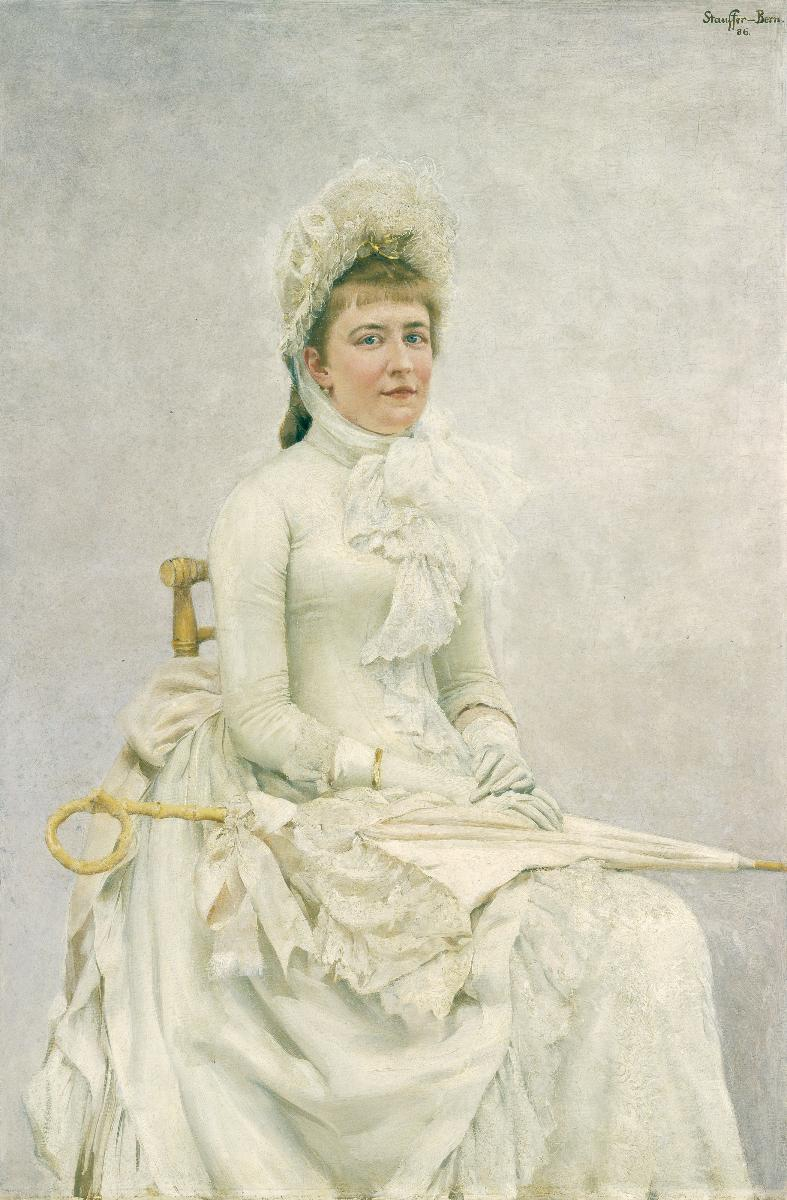
Bildnis Lydia Welti-Escher, 1886, Depositum der Gottfried Keller-Stiftung im Kunsthaus Zürich, Inventarnummer GKS890
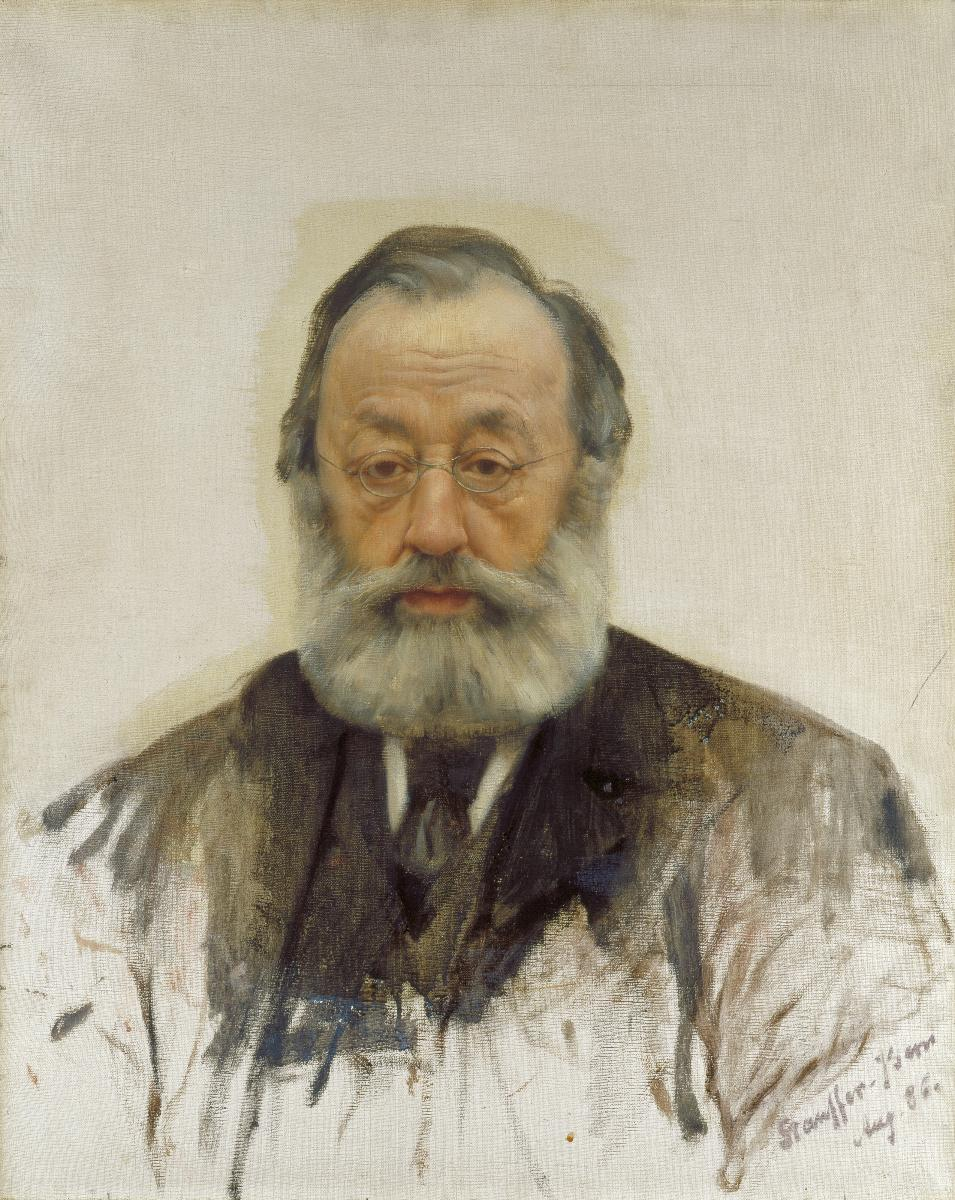
Bildnis Gottfried Keller 1886, Depositum der Gottfried Keller-Stiftung im Kunsthaus Zürich, Inventarnummer GKS546
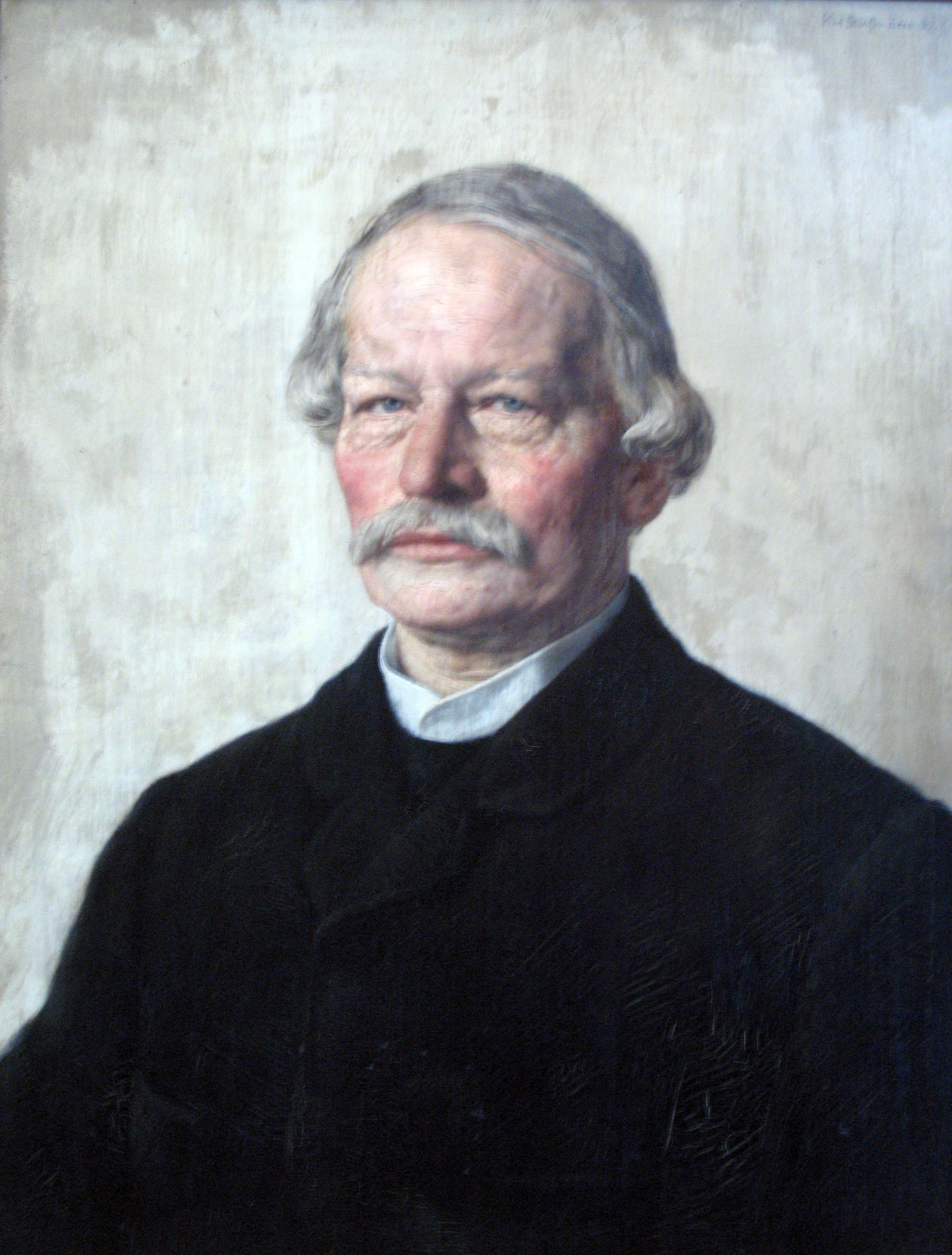
Porträt des Schriftstellers Gustav Freytag, 1886–1887
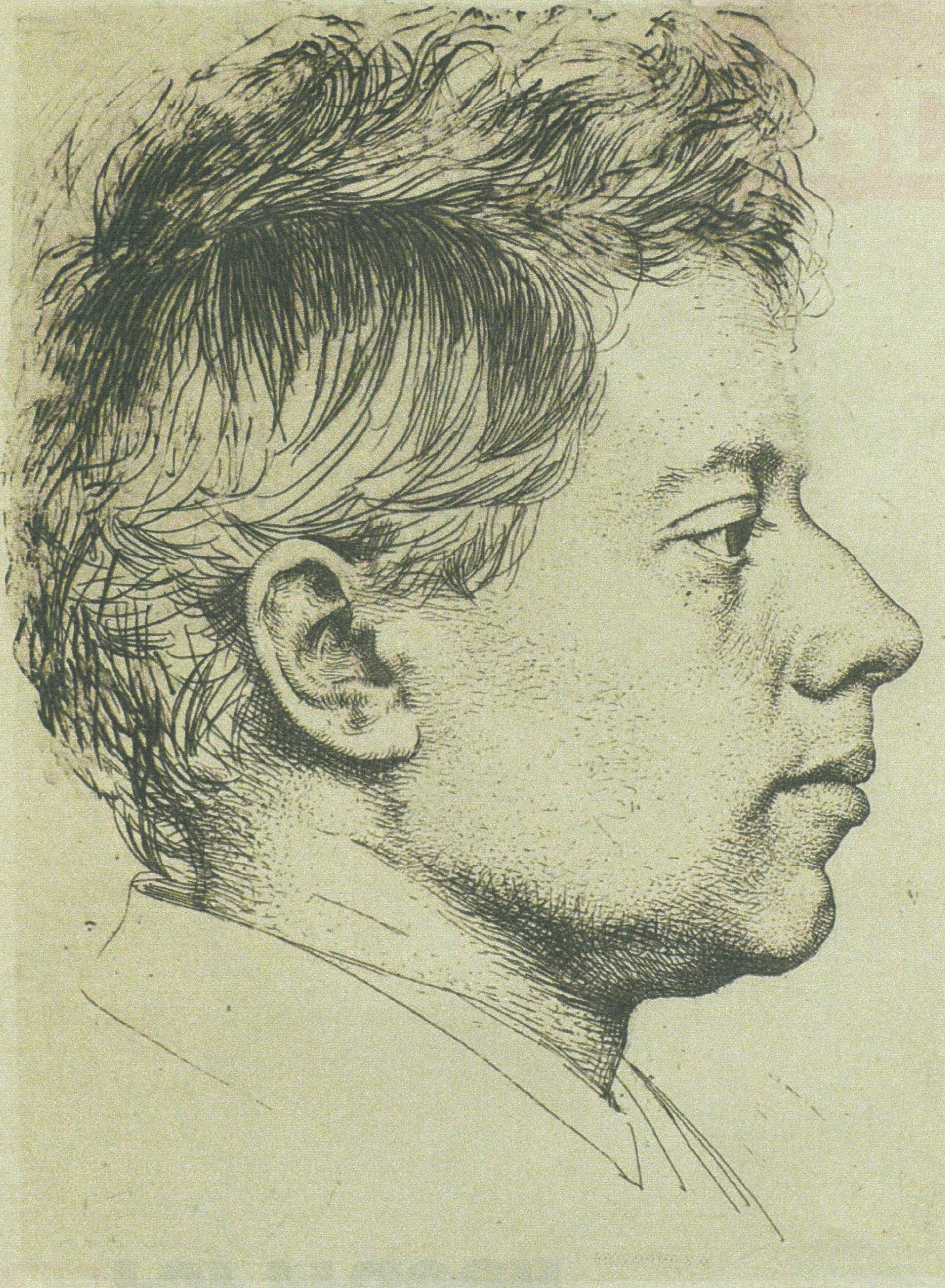
Peter Halm, 1887
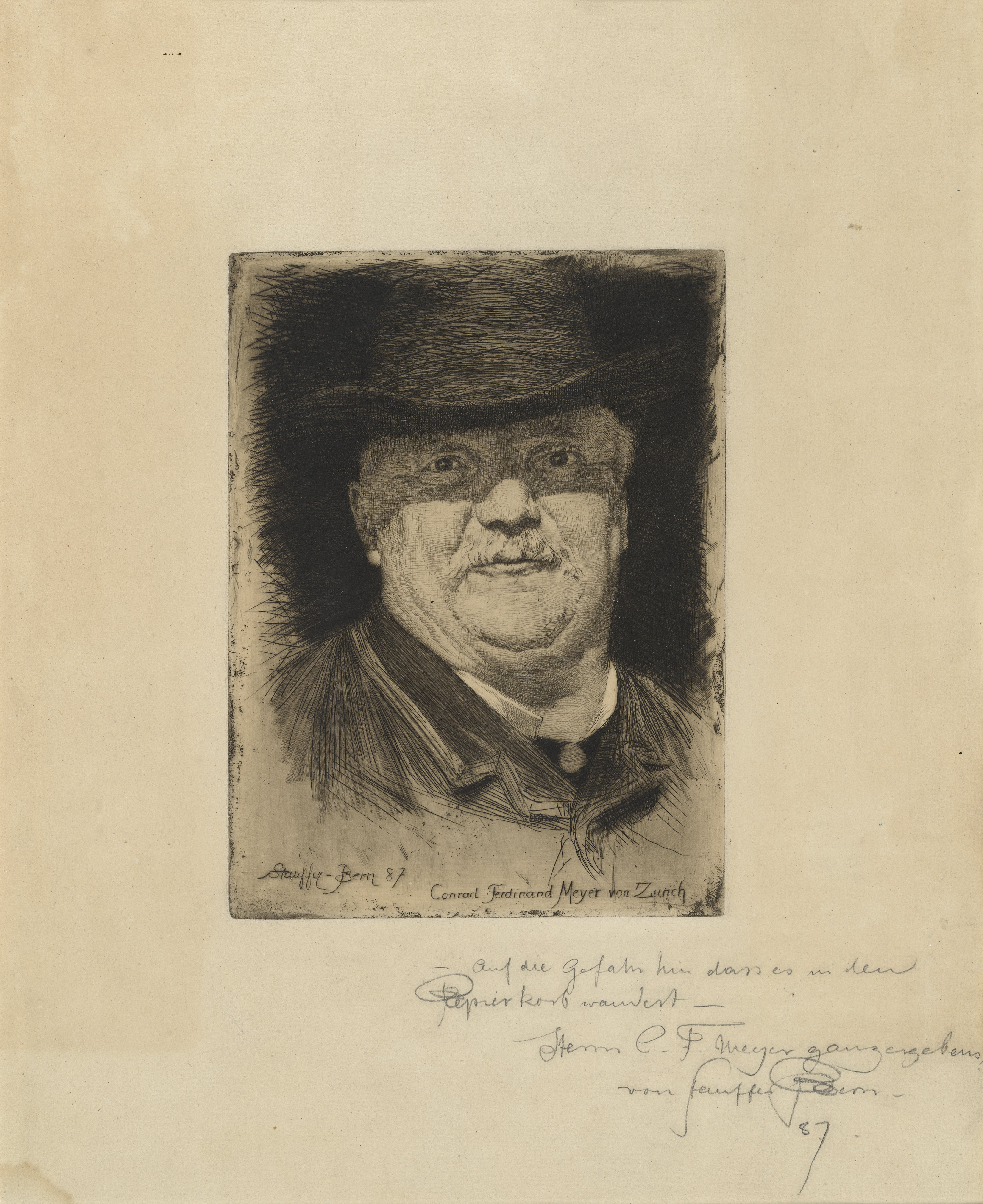
Conrad Ferdinand Meyer, 1887
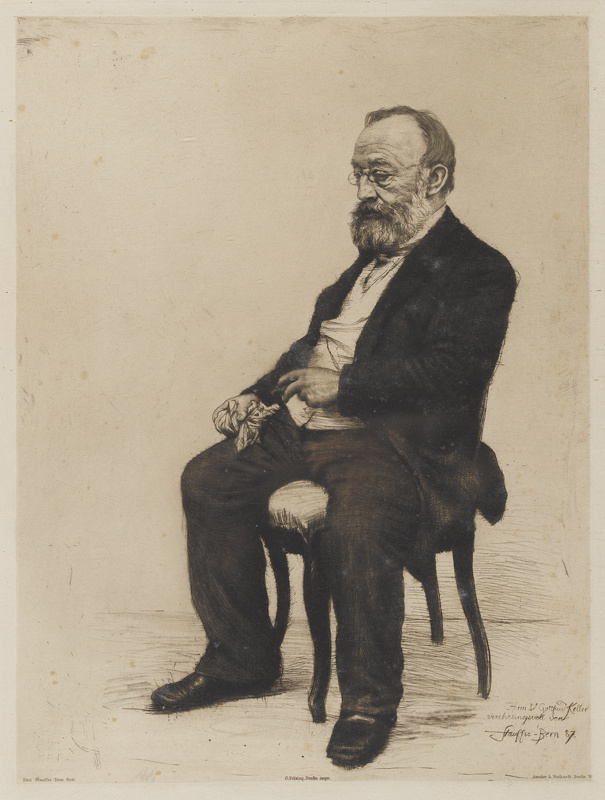
Gottfried Keller, 1887, Gottfried Keller-Stiftung, Depositum im Kunstmuseum Bern, Inventarnummer GKS1015/9

## Ausstellung
- 1914: Zeichnungen und Radierungen von Karl Stauffer aus dem Besitz der Gottfried Keller-Stiftung, Grafische Sammlung ETH Zürich[12]

### Sachliteratur
- Hans Trog: Karl Stauffer. In: Die Schweiz. Schweizerische illustrierte Zeitschrift. Bd. 10, 1906, S. 9–19.
- Otto Brahm: Karl Stauffer-Bern. Sein Leben, seine Briefe, seine Gedichte. Stuttgart 1892.[13]
- A. W. Züricher (Hrsg., Einleitung): Familienbriefe und Gedichte von Karl Stauffer-Bern. Insel Verlag, Leipzig / Verlag der Süddeutschen Monatshefte, München 1914.
- Fritz Stöckli (Hrsg.): Karl Stauffer-Bern. Leben – Werk – Briefe. Verlag Hallwag, Bern 1942.
- Matthias Frehner, Brigitta Vogler-Zimmerli (Hrsg.): «Verfluchter Kerl!» Karl Stauffer-Bern, Maler, Radierer, Plastiker. NZZ Libro, Zürich 2007, ISBN 978-3-03823-362-6.
- Bernhard von Arx: Karl Stauffer und Lydia Welti-Escher, Chronik eines Skandals. Hallwag, Bern 1969; Zytglogge, Bern/Bonn/Wien 1991, ISBN 3-7296-0408-2.
- Bernhard Echte, Hans Peter Krähenbühl (Hrsg.): Karl Stauffer-Bern: Maler, Radierer, Bildhauer. [Begleitpublikation zur Ausstellung «Ein gescheuter Gesell … Karl Stauffer-Bern 1857–1891» in der Städtischen Wessenberg-Galerie, Konstanz, 15. September 2007 – 24. Februar 2008.] Nimbus, Wädenswil 2007, ISBN 978-3-907142-23-3.
- Melanie Neubert: Robert Binswangers pathographische Studie über den Schweizer Maler Karl Stauffer-Bern. Dissertation. Tübingen 2007 (Digitalisat).
- Willi Wottreng: Die Millionärin und der Maler. Die Tragödie Lydia Welti-Escher und Karl Stauffer-Bern. Orell Füssli, Zürich 2005, ISBN 3-280-06049-4.
- Willi Wottreng: Lydia Welti-Escher. Eine Frau in der Belle Epoque. Elster-Verlag, Zürich 2014, ISBN 978-3-906065-22-9.
- Paul Schlenther: Stauffer, Karl. In: Allgemeine Deutsche Biographie (ADB). Band 35, Duncker & Humblot, Leipzig 1893, S. 527–529.
- Erika Billeter: Malerei und Photographie im Dialog. Benteli Verlag, Bern 1979, ISBN 3-7165-0311-8, S. 40.

### Belletristik
- Wilhelm Schäfer: Karl Stauffers Lebensgang – Eine Chronik der Leidenschaft. Georg Müller, München/Leipzig 1912.[14]

## Film
- Gaudenz Meili: Der Fall Karl Stauffer-Bern, Dokumentarfilm über Werk und Schicksal von Karl Stauffer-Bern (1968)[15]